# St. Rupert (Bruck)

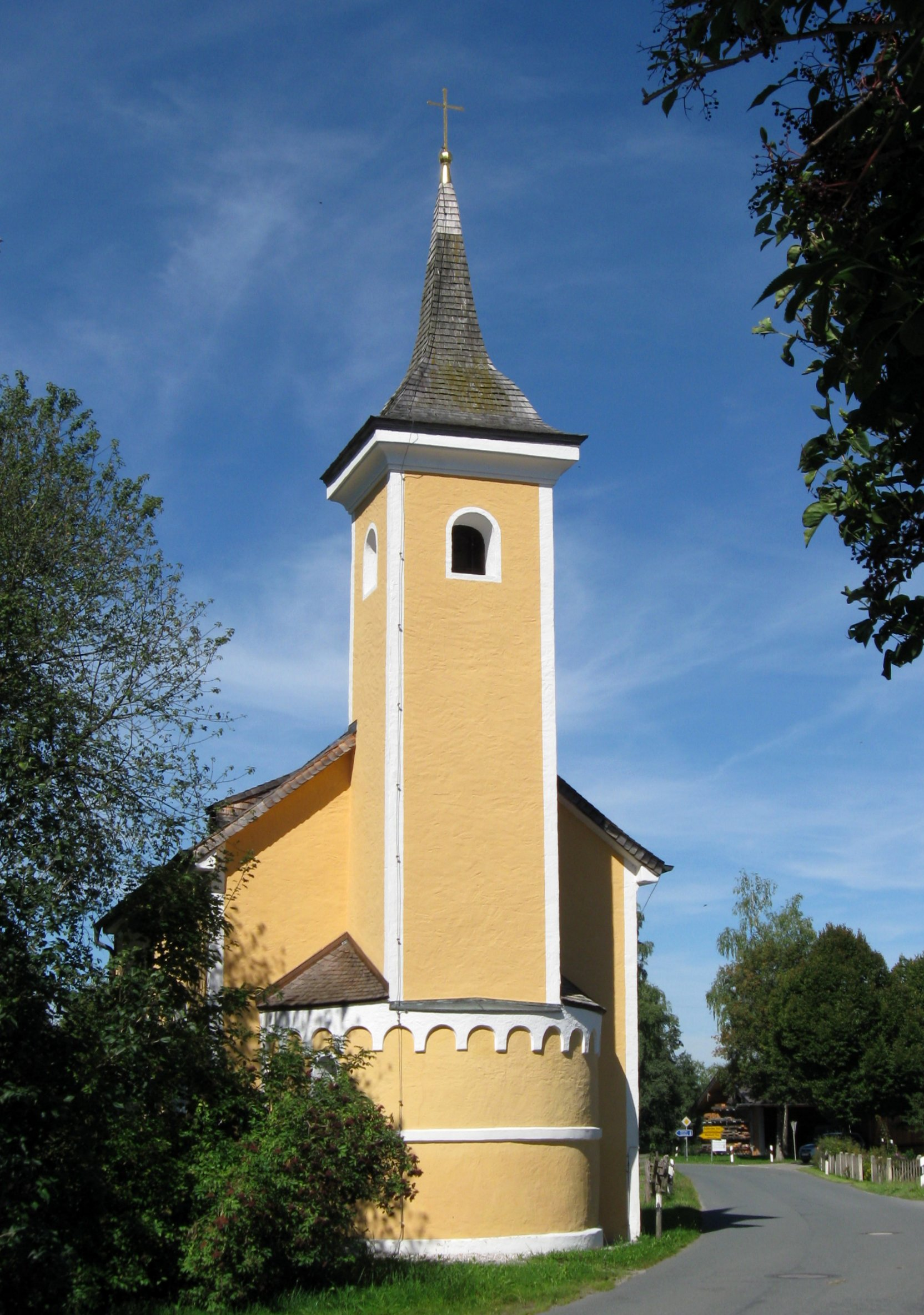
St. Rupert in Bruck

Die römisch-katholische Filialkirche St. Rupert steht in Bruck, einem Gemeindeteil von Weyarn im oberbayerischen Landkreis Miesbach. Das Bauwerk ist als Baudenkmal unter der Nr. D-1-82-137-27 eingetragen. Die Kirche gehört zum Erzbistum München und Freising.

## Beschreibung
Die romanische Saalkirche wurde um 1200 erbaut. Sie besteht aus einem Langhaus, einer eingezogenen, halbrund geschlossenen Apsis im Osten und einem Kirchturm, der sich seit 1838 aus dem Dach der Apsis erhebt. Unter der Dachtraufe der Apsis befindet sich ein Bogenfries. Der Innenraum des Langhauses ist mit einem Tonnengewölbe über Pilastern an den Wänden überspannt. Das Altarretabel des Hochaltars enthält eine spätgotische Skulptur des Rupert von Salzburg.